# سي ان بي للتأمين
سي ان بي للتأمين هي شركة تأمين فرنسية كبرى . سي ان بي لترمز إلى صندوق الادخار الوطني. وهي مدرجة في قائمة فورتشن جلوبال 500 . تم تأسيس الشركة في عام 1959 كشركة تابعة لـ صندوق الودائع والإكراميات، التي لا تزال تحتفظ بحوالي 40 ٪ من الشركة. كما تملك وكالة مشاركة المساهمات 1.1٪ للدولة الفرنسية. 
حول العالم 27 مليون شخص مؤمن بموجب سياسات الحماية والمخاطر الشخصية وحوالي 14 مليون من حاملي وثائق التوفير والمعاشات.  

في فرنسا، تقوم سي ان بي للتأمين بتوزيع منتجات التأمين الفردية الخاصة بها من خلال لا بنكا بوستال و مدخرات البنوك، وكذلك من خلال شبكة خزينة سي ان بي الخاصة بها. في البرازيل، ثاني أكبر سوق لها، شريك المجموعة هو بنك كايكسا إيكونوميكا الفيدرالي ، ثاني أكبر بنك مملوك للدولة.